# Bandera de las Islas Marshall
La bandera de las Islas Marshall, país insular situado en el océano Pacífico, fue adoptada cuando el país comenzó a ejercer su autogobierno, el 1 de mayo de 1979. Es un Estado soberano (independiente) desde 1990. 
Las Islas Marshall formaron parte del Territorio en Fideicomiso de las Islas del Pacífico que a su vez estaba administrado por los Estados Unidos. Previamente formaron parte del Mandato del Pacífico Sur otorgado a Japón tras la derrota de Alemania en la Primera Guerra Mundial, la cual fue su potencia colonizadora original a través de la Nueva Guinea Alemana. 
En esta bandera, al igual que en otros países de la región aparecen representadas simbólicamente las islas que conforman el país dentro del océano. La franja ascendente colocada en diagonal representa al ecuador, la estrella blanca situada en la parte superior de la bandera simboliza este archipiélago situado en el Hemisferio Norte. Los colores naranja y blanco representan, respectivamente, al coraje y la paz y también las dos cadenas de islas del archiélago de las Islas Marshall: Ratak Chain y Ralik Chain. La estrella blanca posee veinticuatro puntas, una por cada distrito electoral del país.
La bandera de las Islas Marshall fue diseñada por Emlain Kabua que fue primera dama de la República.

## Banderas históricas

Bandera de Estados Unidos, usada de 1944 a 1979.
Bandera de las Naciones Unidas, usada de 1947 a 1965.
Bandera del Territorio en Fideicomiso de las Islas del Pacífico, de 1965 a 1979.

- Datos: Q200260
- Multimedia: National flag of the Marshall Islands / Q200260